# Drácula (1979)
Drácula es una película de terror británico-estadounidense de 1979 dirigida por John Badham. Está protagonizada por Frank Langella en el rol protagonista, acompañado de Laurence Olivier, Donald Pleasence y Kate Nelligan. Está basada en la novela homónima de 1897 de Bram Stoker.

## Argumento
En Whitby, Inglaterra, en 1913 el conde Drácula llega desde Transilvania en el barco Demeter, el cual naufraga y Drácula es el único superviviente. Mina van Helsing, que está visitando a su amiga Lucy Seward, encuentra su cuerpo y lo rescata, por lo que el conde le queda agradecido y la visita en la mansión del padre de Lucy, el Dr. Jack Seward.
Durante la noche, Drácula desciende por la pared hasta el dormitorio de Mina y bebe su sangre. A la mañana siguiente Lucy encuentra a Mina teniendo problemas para respirar y encuentra unas heridas de colmillo en su cuello. El Dr. Seward llama al profesor Abraham van Helsing, que sospecha qué es lo que puede haber matado a su hija, y entre los dos empiezan una persecución contra Drácula.

## Reparto
- Frank Langella como el Conde Drácula;
- Laurence Olivier como el profesor Abraham Van Helsing;
- Donald Pleasence como el Dr. Jack Seward;
- Kate Nelligan como Lucy Seward;
- Jan Francis como Mina Van Helsing.